# Cyathea oosora
Cyathea oosora är en ormbunkeart som beskrevs av Holtt. Cyathea oosora ingår i släktet Cyathea och familjen Cyatheaceae. Inga underarter finns listade.